# حلفا القديمة
حلفا أو حلفا القديمة هي مدينة سودانية تاريخية على الحدود المصرية، تنتسب إليها قبيلة (الحلفاويين) أحد فروع النوبيين الكبيرة، غمرت بمياه النيل لبناء السد العالي في عهد الرئيس إبراهيم عبود في نوفمبر 1964 م وهُجّر أهلها قسرا إلى منطقة جديدة في شرق السودان سميت حلفا الجديدة.

## إغراق المدينة في مياهالنيل

وادى حلفا عام 1891 م

مسجد يغرق / وادى حلفا 1964 م

في 8 نوفمبر 1959 وفي تضحية نادرة قل ماعرف مثلها بين الأمم قبلت الحكومة السودانية إغراق المدينة في بحيرة السد العالي لتتمكن الحكومة المصرية من تشييده، وتم نقل معبد بوهين ومعبدى سمنة شرق وغرب وكاتدرائية فرس منها إلى متحف السودان القومي بالخرطوم، كما تم تهجير أغلب سكانها النوبيين إلى منطقة حلفا الجديدة بالبطانة (شرق السودان). وقد ترك هذا الحدث اثرا مؤلما على النوبيين على جانبى الوادى، بعد ذلك صرح الفريق إبراهيم عبود حاكم السودان بندمه الشديد على موافقته تلك.